# 非洲足協國家聯賽
非洲足協國家聯賽是一項建議中的國際性足球賽事，會由非洲足球協會轄下成員國的男子國家隊競逐。賽事會在國際足協國際賽期中進行。

## 歷史
2018年12月28日，在2018–19年非洲聯賽冠軍盃分組賽抽籤儀式上正式公佈這項全新賽事。

## 歷屆賽事
| 2019–21 詳細 | 待定 |  |  |  |  |  |  |